# Machilus fruticosa
Machilus fruticosa är en lagerväxtart som beskrevs av Kurz.. Machilus fruticosa ingår i släktet Machilus och familjen lagerväxter. Inga underarter finns listade i Catalogue of Life.